# Республиканская партия Грузии
Республиканская партия Грузии (груз. საქართველოს რესპუბლიკური პარტია), широко известная как «республиканцы» (груз. რესპუბლიკელები) — политическая партия в Грузии, действующая с 1978 года. До марта 2016 года партия входила в коалицию Грузинская мечта, победившую на выборах 2012 года.
Партия не была представлена в Парламенте Грузии, избранном на выборах 2008 года, и сохранила своё представительство только в Городском собрании Тбилиси и Верховном Совете Аджарии. Текущий председатель — Хатуна Самнидзе, избранная в ноябре 2013 года. Партия декларирует реформы местного самоуправления, экономики и свободной и независимой судебной системы. Она поддерживает линию Грузии в пользу Запада и предлагает вступить в НАТО и Европейский Союз.

## История
Республиканская партия Грузии возникла как подпольная политическая организация в Советской Грузии 21 мая 1978 года и выступала за независимую Грузию, соблюдение прав человека и свободную рыночную экономику. Однако ведущие члены партии были арестованы Комитетом государственной безопасности СССР с 1983 по 1984 год и заключены в тюрьму по обвинению в «антисоветской кампании и пропаганде». 
На первых многопартийных выборах в Грузии 28 октября 1990 года республиканцы получили 3 места в Верховном совете Грузии и присоединились к фракции Демократического центра, которая противостояла большинству «Круглого стола — Свободная Грузия» и его лидеру Звиаду Гамсахурдии. В июне 1991 года партия набрала 20% голосов в Аджарии, где они превратились в главную оппозицию всё более авторитарному режиму Аслана Абашидзе. После падения Гамсахурдии в результате государственного переворота в январе 1992 года республиканцы были представлены во временном Государственном совете Грузии и сформировали оппозиционную фракцию из 10 членов в Парламенте Грузии, избранном 11 октября 1992 года, но не смогли добиться ни одного места на следующих двух парламентских выборах 1995 и 1999 годов соответственно. Тем не менее, многие члены партии продолжали активно участвовать в жизни гражданского общества и критиковали всё более непопулярное правительство Эдуарда Шеварднадзе.
В 2002 году партия заключила союз с Единым национальным движением (ЕНД) Михаила Саакашвили и имела успех на местных выборах 2002 года и парламентских выборах 2003 года. Партия сыграла важную роль в Революции роз в 2003 году, которая вынудила Шеварднадзе уйти в отставку, и сыграла заметную роль в смещении Аслана Абашидзе во время Аджарского кризиса 2004 года. Республиканцы независимо участвовали в выборах в законодательные органы Аджарии в июне 2004 года, но сумели получить только 3 места в Верховном совете Аджарии, состоящем из 30 членов. Партия обвинила ЕНД в фальсификации результатов выборов, спор привел к окончательному расколу между бывшими союзниками. В 2005 году республиканские депутаты парламента Грузии объединились с Консервативной партией Грузии и несколькими беспартийными депутатами в оппозиционную фракцию Демократического фронта, возглавляемую Давидом Бердзенишвили, ветераном партии.
Республиканцы находились в умеренной оппозиции администрации Саакашвили до 2012 года. Они присоединились к другим оппозиционным партиям в антиправительственные демонстрациях 2007 года и поддержали единого оппозиционного кандидата Левана Гачечиладзе на президентских выборах 2008 года.
После политической неудачи на парламентских выборах 2008 года Республиканская партия Грузии заключила союз с Партией новых правых 8 декабря 2008 года. Обе партии объединились в «Альянс для Грузии» во главе с Ираклием Аласанией, бывшим посом Грузии при Организации Объединенных Наций в феврале 2009 года.
8 июля 2009 года состоялся 13-й Национальный съезд Республиканской партии Грузии. Съезд принял новую редакцию устава партии. К тому же. На конкурсной основе избраны 35 членов Национального комитета и 5 членов Ревизионной комиссии. Председателем партии на съезде был избран Давид Усупашвили.
В 2012 году партия присоединилась к коалиции «Грузинская мечта», победившей на выборах у действующего правительства Единое национальное движение. Тогдашний председатель партии Давид Усупашвили стал спикером парламента, в то время как другой представитель Республиканской партии, Паата Закареишвили, был назначен министром реинтеграции в новом правительстве Грузии.
В марте 2016 года партия вышла из коалиции и заявила, что готовится к парламентским выборам 2016 года отдельно. На следующих выборах Республиканская партия не смогла преодолеть пятипроцентный барьер и стала внепарламентской.